# Бојан Савник (кајакаш)
Бојан Савник (Љубљана, 24. октобар 1914 — непознато) бивши је југословенски кајакаш који се такмичио на Олимпијским играма 1936. у Берлину.
Учествовао је у трци склопивих кајака двоседа Ф-2 на 10.000 метара. Веслао је у пару са Методом Габршчеком. Завршили су као 11. од укупно 13 посада из исто колико земаља.